# 第189步兵師 (德國國防軍)
德國國防軍陸軍第189步兵師（德語：189. Infanterie-Division）是納粹德國國防軍陸軍的一個步兵師。該師於1942年9月組建。
該師組建時，稱為第189後備師（德語：189. Reserve-Division），同年12月改編為第189步兵師。
1943年5月，該師改回第189後備師番號。
1944年10月，該師改回第189步兵師番號。
該師最後於1945年2月在科爾馬口袋被圍殲。

## 註腳
1. ↑  Mitcham（2007年）